# Seno Melville
Seno Melville är ett sund i Chile.   Det ligger i regionen Región de Magallanes y de la Antártica Chilena, i den södra delen av landet, 2 300 km söder om huvudstaden Santiago de Chile.
Trakten runt Seno Melville består i huvudsak av gräsmarker.